# Standard Telecommunication Laboratories
Standard Telecommunication Laboratories était le laboratoire de recherches de la société  Standard Telephones and Cables (en) (STC), filiale d'ITT. Basée initialement à Enfield, au nord de Londres, les laboratoires furent transférés à Harlow, dans l'Exxex.
Avant 1931, ITT avait installé un laboratoire de recherches à l'aérodrome de Hendon, dans des locaux précédemment occupés par la Royal Air Force, mais ce premier laboratoire de recherches dont les effectifs avaient atteint jusqu'à 420 personnes avait été abandonné en 1931 à cause de la Grande Dépression, mais aussi parce que le  principal sujet de recherches attribué au laboratoire britannique par le président d'ITT Sosthenes Behn ne pouvait pas aboutir.
Les nouveaux laboratoires constitués comme une filiale de STC sous le nom de STL furent installés  de façon temporaire à Enfield en décembre 1945. 
Les effectifs atteignirent 217 à la fin de 1946 et 408 à la fin de 1950. À cette époque, parmi les célébrités du laboratoire, on peut citer les noms de A.W.Montgomery, A.T. Starr, Harry Grayson, Norman Moody, Geoff Dawson, Harold Walker, E.P.G.Wright, Roland Dunkley et Alec Reeves initia des recherches sur les fibres optiques où s'illustrèrent Charles Kao et George Hockham (en) qui furent honorés du Prix Nobel de physique. Charles Kao avait intégré les STL au moment où il préparait son doctorat au début des années 1960.